# 1re cérémonie des Crime Thriller Awards
La 1re cérémonie des Crime Thriller Awards s'est déroulée en 2008 et a récompensé les meilleures fictions policières ou thrillers au cinéma et à la télévision.

## Palmarès

### Littérature

#### Author of the Year
- Exit Music : Ian Rankin
  - Bad Luck and Trouble : Lee Child
  - L'Homme de l'ombre (The Ghost) : Robert Harris
  - Not Dead Enough : Peter James

#### International Author of the Year
- Les Hommes qui n'aimaient pas les femmes (Män som hatar kvinnor) : Stieg Larsson
  - The Sleeping Doll : Jeffery Deaver
  - Skin Privilege : Karin Slaughter
  - Snow Blind : P. J. Tracy

#### Breakthrough Author of the Year
Premiers romans
- Broken Skin : Stuart MacBride
  - Heartsick : Chelsea Cain
  - Shatter : Michael Robotham
  - The Messenger of Athens : Anne Zouroudi

### Cinéma et télévision

#### Film of the Year
- La Vengeance dans la peau (The Bourne Ultimatum)
  - The Dark Knight : Le Chevalier noir (The Dark Knight)
  - Gone Baby Gone
  - No Country for Old Men

#### TV Crime Drama
- Criminal Justice
  - Ashes to Ashes
  - MI-5 (Spooks)
  - He Kills Coppers
  - L'Agence N°1 des dames détectives (The No. 1 Ladies' Detective Agency)
  - La Fureur dans le sang (Wire in the Blood)

#### International TV Crime Drama
- Sur écoute (The Wire)
  - Dexter
  - Les Experts (CSI)
  - Les Experts : Miami (CSI: Miami)
  - Numb3rs
  - Shark

#### Meilleur acteur
- Rupert Penry-Jones pour le rôle d'Adam Carter dans MI-5 (Spooks)
  - Ben Whishaw pour le rôle de Ben Coulter dans Criminal Justice
  - James Nesbitt pour le rôle de Max Raban dans Midnight Man et pour le rôle de Tommy Murphy dans La Loi de Murphy (Murphy's Law)
  - Philip Glenister pour le rôle de Gene Hunt dans Ashes to Ashes
  - Dominic West pour le rôle de Jimmy McNulty dans Sur écoute (The Wire)

#### Meilleure actrice
- Hermione Norris pour le rôle de Ros Meyer dans MI-5 (Spooks)
  - Keeley Hawes pour le rôle d'Alex Drake  dans Ashes to Ashes et de Martha Lawson dans Identity
  - Amanda Redman pour le rôle du DSI Sandra Pullman dans Flics toujours (New Tricks)
  - Kelly Reilly pour le rôle de Jeannie dans He Kills Coppers
  - Jill Scott pour le rôle de Mma Ramotswe dans L'Agence N°1 des dames détectives (The No. 1 Ladies' Detective Agency)

### The International Crimewriting Hall of Fame
- Arthur Conan Doyle
- Agatha Christie
- P. D. James

### ITV3Writer’s Award for Classic TV Drama
(vote du public du meilleur auteur adapté à l'écran)
- Colin Dexter
  - P. D. James
  - Lynda La Plante
  - Val McDermid
  - Ian Rankin
  - Ruth Rendell